# Нъчеви чаири
Долменът в местността Нъчеви чаири (Голям рът) е разположен на отворен на югоизток склон над долината на река Соколица (Доган дере), край село Хлябово (Област Хасково).
Мегалитното съоръжение е било покрито с могилен насип с диаметър около 10 m, който е достигал височината на покривната плоча на съоръжението. Входът е ориентиран на югозапад.

## Археологическо проучване
Обектът е археологически проучван последователно през 1973, 1974 и 1976 г. Съоръжението е документирано през 1973 г., на следващата година е разчистена вътрешността на двете камери и отчасти дромосът. През 1976 г. е разкопано пространството пред долмена, където е разкрит богат археологически материал и са разкрити неизвестни детайли от градежа – фасадната стена и долепеният втори долмен, където са разкрити останки от погребение.

## Описание и особености
Главната камера е дълга 2.30 m в основата си и 1.90 m при тавана; широка 2.15 m при задната страна. Стените са наведени навътре и плочите им се свързват ръб в ръб, като на страничните са издълбани специални жлебове. Страничните стени са съставени от по две плочи една върху друга, наведени към вътрешността. Задната плоча има сравнително правилна шестоъгълна форма, като в горната си част е скосена според наклона на страничните плочи, които са облегнати на нея. Входната плоча е петоъгълна, като само в северозападния край е допълнена в долната си част с триъгълен клин. Входният отвор е издълбан в центъра на плочата и има арковидна форма, с размери 0.58 х 0.64 m. При предната страна на плочата е заобиколен с плитък жлеб. Покривната плоча е най-голямата по размер и е с почти правоъгълна форма, с размери 3.40 х 2.10 m и дебелина 0.50 m. Предната камера е със стесняваща се напред трапецовидна форма.
От изключителен научен интерес е откритият за пръв път страничен долмен. Археолозите предполагат, че съоръжението е пристроено допълнително към вече готовия долмен, въпреки че остава възможността и двете съоръжения да са изградени едновременно. В по-малкия страничен долмен са разкрити запазени на място следи от погребален ритуал и части от скелет, което свидетелства неоспоримо за погребалния характер на съоръжението. Според археолозите долменът е бил оставен открит след извуршените в него погребения, фасадата му е била открита, а пред съоръжението е съществувала широка равна площадка, което свидетелства за култовото му значение. Обредите извършвани на площадката са невъзможни за реконструиране, но има достатъчно основания да се предположи, че долменът е играел ролята на примитивен хероон – място, където е изповядван култът на божествения покойник.
При разчистването на площадката пред съоръжението, археолозите са се натъкнали на значителен брой обработени каменни блокове – предимно с издължена форма и често с трапецовидно сечение. Възможно е те да са принадлежали към фасадната стена или да са били част от каменен корниз, увенчаващ горния край на фасадната стена. Съществува и възможността обаче, те да са принадлежали към някакъв друг мегалитен паметник, който да се е намирал на площадката – менхир или обелиск, който е бил разчупен на парчета или е представлявал олтар, изграден от каменни блокове.

## Датиране
Част от находките разкрити при долмена са свързани с ранната Желязна епоха – около XII-XI – IX/VIII век пр. Хр. Според археолозите мегалитното съоръжение е изградено в самото начало на Желязната епоха, но е било използвано продължително и по-късно – в периода VIII – VI век пр. Хр.

## Опазване и консервация
Долмените при село Хлябово са обявени за природна забележителност със Заповед No.378 от 05.02.1964 г.